# Yvette Prost
Yvette Prost  est une romancière française, née à Marcigny (Saône-et-Loire) le 20 avril 1874 et morte à Cusset (Allier) le 2 août 1949.

## Biographie

### Enfance
Yvette Prost est née le 20 avril 1874 à Marcigny. Ses parents sont Benoît Jean Prost, chaudronnier, et Jeanne Picard, « sans profession ». Elle est issue d'une famille nombreuse qui compte déjà Félix, né en 1862, Léon, né en 1864, et Marie, née en 1866. Par la suite, elle aura deux frères : François en 1879 et Benoît en 1881. La famille Prost habite la rue Saint-Nicolas qui borde l’église Saint-Nicolas, au cœur du bourg. 
Yvette Prost doit faire face à la mort de son frère aîné Félix (1879), de son grand-père Félix (1885), de son père Benoît (1884) et de son petit frère Benoît (1885). Après cette série de décès, la famille quitte Marcigny et s’installe à Gannat, route de Vichy, chez Léon, l'aîné des enfants ; Léon travaille à l’usine de gaz de la ville. Il est soutien de famille. En 1887, Jeanne, sa mère, meurt. Yvette devient orpheline à 13 ans, mais continue sa scolarité.

### Carrière d’enseignante
Au début des années 1890, Yvette Prost est reçue à l’école normale de Moulins.
De 1890 à 1893, elle poursuit sa formation. Elle en sort avec un rapport élogieux de la directrice sur son travail.
Le 2 octobre 1893, elle obtient un poste d’institutrice adjointe stagiaire à l’école de filles de Thiel-sur-Acolin.
Le 2 avril 1894, Yvette Prost est institutrice stagiaire à l’école de la rue des Grèves à Moulins où elle est nommée institutrice adjointe titulaire le 1er janvier 1898. 
Le 15 avril 1901, elle est mutée à Monteignet-sur-l'Andelot. 
Le 28 août 1901, elle est affectée à l’école de Saint-Gérand-de-Vaux.
Le 20 juillet 1905, elle est nommée institutrice communale à Lapalisse. Elle est installée dans ses fonctions à l’école de filles le 30 septembre 1905 pour enseigner au cours élémentaire.
Le rapport d’inspection de mars 1909 précise qu’elle « dirige l’école » (chargée d’école), que sa classe comporte 28 élèves des cours supérieur et moyen, et qu’elle a organisé un cours supérieur « prospère ». Yvette Prost fait aussi « un cours d’adultes ». L’inspecteur écrit qu’il serait « heureux de lui voir obtenir une récompense honorifique », distinction qu'elle obtiendra en 1912, en tant que directrice de l'école de Lapalisse, avec le titre d' « officier d'académie ».
Eugène Sinturel rappelle que, durant sa carrière d'enseignante, Yvette Prost a gagné régulièrement « l'affection de ses élèves et l'attachement de ses collègues ».
En 1924, elle se retire au Mayet-de-Montagne (retraite anticipée, sa surdité ne lui permettant plus de travailler).

### Dernières années de sa vie
En 1931, Yvette Prost s’installe à Cusset, où elle a fait construire une villa ; elle vit avec une gouvernante, Mme Defaye.
Le 2 août 1949, Yvette Prost meurt d'un cancer pour lequel elle était soignée depuis 1945. La cérémonie religieuse est célébrée à Cusset. Elle est inhumée à Marcigny.

## Carrière littéraire
En 1905, Yvette Prost participe au concours de prose de la revue parisienne Les Annales politiques et littéraires avec son texte de dissertation sur l'ennui. Elle est primée et publiée (4 juin). 
Le 28 octobre 1906, elle fait parvenir Salutaire orgueil à la revue Les Annales politiques et littéraires, qui publie le texte sous forme de feuilleton, à partir du 17 décembre 1906.
Le 15 août 1909, elle débute la publication de Scènes de la vie de province - Annette enfant assisté dans la revue Les Annales politiques et littéraires.
Le 15 décembre 1911, Le Figaro annonce la publication du roman Catherine Aubier.
En 1912, Salutaire orgueil est publié en anglais sous le titre The Saving Pride en 1912, à New York, aux éditions Dodd, Mead and Company
En 1912, elle publie Catherine Aubier. Le roman raconte l'histoire d'une fille de paysan, douée pour les études, qui doit choisir entre son ambition et la vie à la campagne, modeste mais riche de contacts humains et proche de la nature.
Le 22 décembre 1912, elle publie dans Les Annales politiques et littéraires d’un conte de Noël : Merry Christmas.
Le 23 mars 1913, elle publie un conte de Pâques dans la revue Les Annales politiques et littéraires.
Elle ne publie plus rien avant 1920.
Le 18 janvier 1920, elle publie Celles qui sont seules, sous forme de feuilleton, dans le quotidien L'Ouest-Éclair. 
En septembre 1920, Fayard réédite Salutaire orgueil.
En février 1922, Les Belles vies manquées est édité.
En 1923, Yvette Prost est lauréate du prix littéraire Sorbier-Arnould pour Les Belles vies manquées.
En 1931, elle publie La Dame noire aux éditions Fayard.
En 1933, elle publie Nos pas sur leurs pas chez Bibliothèque d’Ève, Renaissance du livre (réédition S.E.P.I.A., Sur leurs pas, en 1942).
En 1934, elle publie Œuvre de femme chez Fayard, en feuilleton dans Le Progrès de l’Allier à partir du 8 août 1933.
En 1934, elle publie L’Homme qui s’évade, en feuilleton dans l’hebdomadaire La Femme de France de septembre 1934 à janvier 1935.
En 1935, elle publie L’Ami Phlip aux éditions L’Almanach d’Ève.
En 1935, elle publie La Passion de maître Javille aux éditions Tallandier (en feuilleton dans la revue Ève en 1933).
En 1936, elle publie Le Temps des promesses aux éditions Tallandier.
En 1938, elle publie Isabelle et son cœur aux éditions  Tallandier.
Jusqu’en 1938, les œuvres d’Yvette Prost acquièrent une large audience grâce à une publication régulière, sous forme de feuilleton, dans Ève. 
En 1939, elle publie La Maison des cœurs inquiets aux éditions Bibliothèque d’Ève, Renaissance du livre.
De 1941 et jusqu’en août 1943, Yvette Prost publie des contes dans Le Journal.
En 1942, elle publie Les Lis fileront aux éditions Tallandier.
En 1944, elle publie Mignon du Jolan chez Société romande des lectures populaires.
En 1945, elle publie Instants de leur vie chez Gutenberg.
En 1947, elle publie La Chrysalide aux éditions Dumas, Bibliothèque Pervenche.
En 1947, elle publie Bluette (et La Mouette blessée) aux éditions Tallandier.
En 1947, elle publie Le Couple au jardin aux éditions Dumas, Bibliothèque Pervenche (en feuilleton dans La Gazette de Lausanne en 1944).
En 1948, elle publie Le Bonheur de Madame Alphée aux éditions Dumas, Bibliothèque Pervenche.
En 1950, Faux miroir est publié à titre posthume aux éditions Dumas, Bibliothèque Pervenche.

## Prix, distinctions et hommages
- 1912 : Officier d'académie.
- 1921 : Officier de l’Instruction publique[18].
- 1923 : prix Sobrier-Arnould de l'Académie française.
- 1944 : prix de l'Association genevoise contre la littérature immorale et criminelle.
- 1958 : une rue de Cusset reçoit le nom de rue Yvette-Prost (délibération du conseil municipal du 5 décembre).

## Accueil critique
Les romans d'Yvette Prost étaient appréciés du public féminin. Salutaire orgueil a été traduit dans plusieurs langues. Eugène Sinturel considère Belles Vies manquée comme l'un de ses meilleurs ouvrages. J.-M. Froment rappelle que pour plusieurs spécialistes son chef-d'œuvre est Le Bonheur de Madame Alphée.
Jean Georges-Julien note dans son article de La Dépêche : « Pourtant on ne parlait pas beaucoup d'elle dans les cénacles provinciaux et je crois bien avoir été le seul à présenter dans ce journal sa production littéraire… ». Ses livres se vendaient, cela suffisait. 
Eugène Sinturel souligne que l'on a « souvent comparé Yvette Prost à l'une des sœurs Brontë. ».
Eugène Montford classe Yvette Prost parmi les romanciers à intégrer aux romans anglais : « Ses romans émouvants et honnêtes sont la vie même. Elle a ce don de familiarité, cet humour intime, ce don de la vie intérieure des romanciers anglais. »
À la mort d'Yvette Prost, les hommages sont nombreux dans la presse régionale, mais également nationale, notamment Robert Cloipet dans Le Monde (6 août 1949) et Henri Frantz dans Le Semeur (14 août 1949).